# ЛМ-36
ЛМ-36 і ЛП-36 — радянські односторонні експериментальні чотиривісні трамвайні вагони, моторний та причіпний відповідно.

## Історія
У 1937 році ленінградський завод ВАРЗ в єдиному екземплярі випустив експериментальний поїзд МЧ (моторний чотиривісний) з причіпним вагоном ПЧ («причіпний чотиривісний») — початкові назви моделей. На ньому було успішно випробувано найбільш передові технічні рішення того часу. Вагон став першою моделлю заводу ВАРЗ, що має суцільнометалевий кузов.
Від своїх попередників вагони відрізнялися незвичними плавними обводами корпусу та широкими трисекційними дверима в центральній частині (проріз збільшений у 1,5 раза). Тут вперше застосували автоматичну систему керування, кліщовий гальмо, струмоприймач типу пантограф, підгумовані колеса. Потяг також виділявся зовнішнім виглядом і типом внутрішнього оздоблення серед усіх сучасних йому вагонів: кузов був пофарбований у блакитний колір (на відміну від традиційного червоного), оздоблений безліччю хромованих деталей, у салоні були встановлені м'які дивани — на відміну від звичних жорстких дерев'яних. Завдяки своєму забарвленню, оригінальному для того часу, новий трамвайний потяг отримав прізвисько «блакитний експрес».

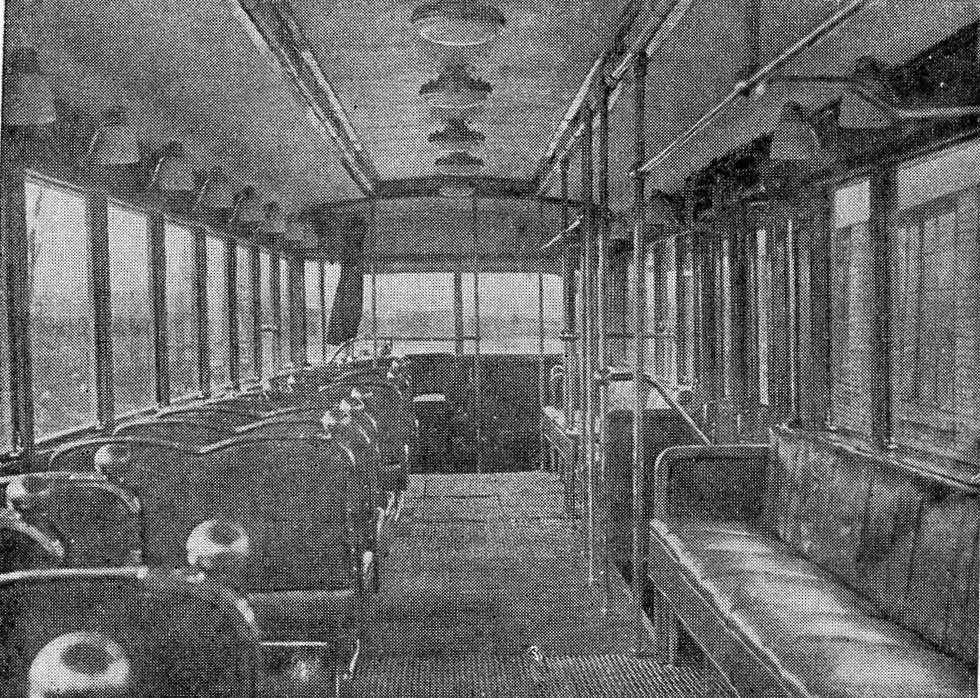
Передня частина салону ЛМ-36
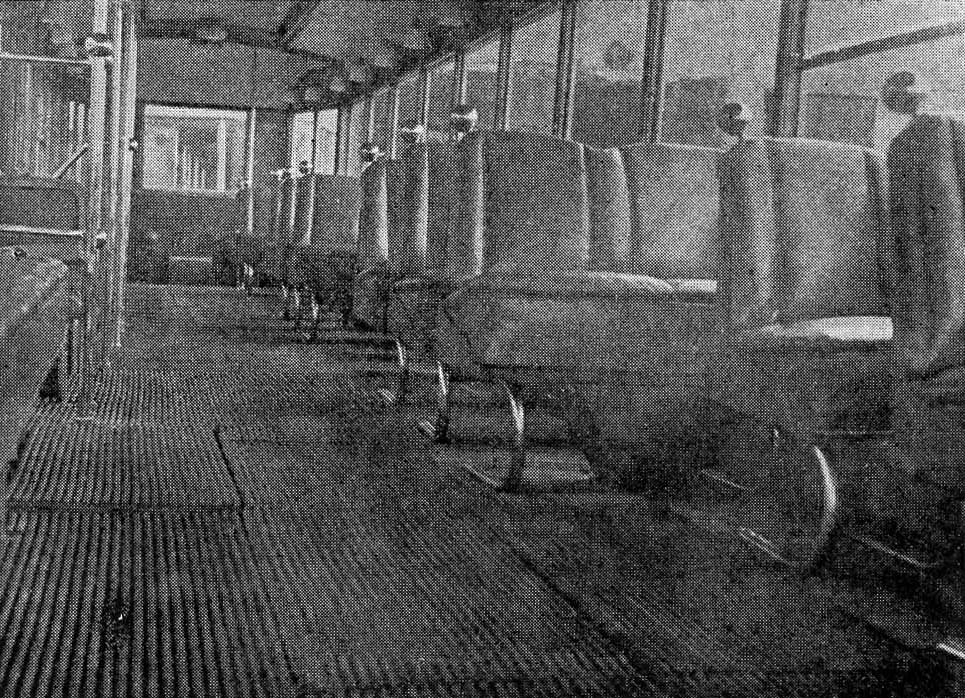
Задня частина салону ЛМ-36

Війна завадила серійному впровадженню нововведень, втілених цьому поїзді. Після війни МЧ був відремонтований і укомплектований стандартним для ЛМ-33 обладнанням. Московським «співбратом» МЧ з технічних рішень та дизайну став експериментальний вагон М-36 (всього 4 зразки), а також дрібносерійний М-38 (трамвайний вагон) М-38 (близько 40 вагонів).
Також після війни, при складанні нової класифікації рухомого складу міського трамвая, модель стала назватись ЛМ-36 (причіп відповідно до ЛП-36).
Було випущено всього один поїзд (ЛМ-36+ЛП-36), який експлуатувався в Ленінграді до 1957 року. Потяг було приписано до трамвайного парку імені Скороходова і працював на 12 маршруті (Барочна вул. — Охта). Згодом він був переданий в Горький, де пропрацював до 1967 року. Донині вагони не збереглися.

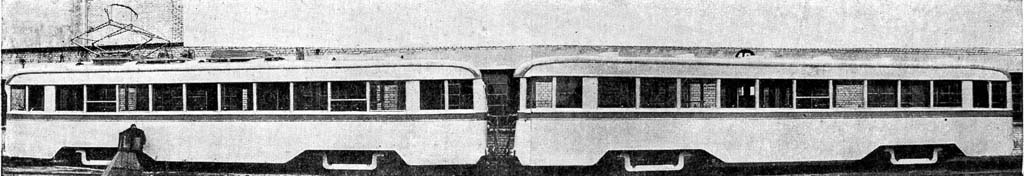
Поїзд з ЛМ-36 (ліворуч) та ЛП-36 (праворуч)